# Can Roig (Rubí)
Can Roig és un edifici del municipi de Rubí (Vallès Occidental) que forma part de l'Inventari del Patrimoni Arquitectònic de Catalunya.

## Descripció
És una masia d'estructura tradicional amb teulat a dues vessants i façana arrebossada de blanc. Les finestres són rectangulars i mantenen una disposició simètrica a la façana. Disposa d'un celler.

## Història
L'any 1160 apareix documentat el primer membre d'aquesta família, Pere Roig. Posteriorment, l'any 1300 trobem la firma d'un establiment amb els amos del castell. La masia va ser restaurada el 1891 i el celler edificat el 1901.